# Cryptocoryne retrospiralis
Cryptocoryne retrospiralis är en kallaväxtart som först beskrevs av William Roxburgh, och fick sitt nu gällande namn av Carl Sigismund Kunth. Cryptocoryne retrospiralis ingår i släktet Cryptocoryne och familjen kallaväxter. IUCN kategoriserar arten globalt som livskraftig. Inga underarter finns listade.